# Sybra incana
Sybra incana es una especie de escarabajo del género Sybra, familia Cerambycidae. Fue descrita científicamente por Pascoe en 1859.
Habita en Indonesia (islas de la Sonda, islas Salomón, islas Molucas) y Papúa Nueva Guinea. Esta especie mide 9-11,25 mm.